# Constituição portuguesa de 1911
A Constituição Política da República Portuguesa de 1911 foi a quarta constituição portuguesa, e a primeira constituição republicana do país.

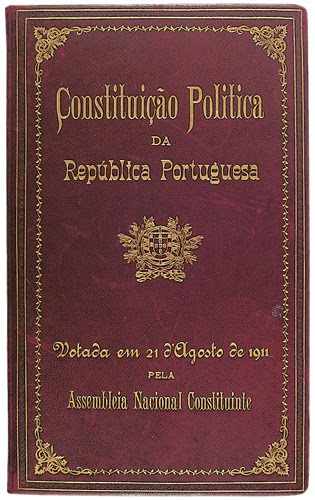
Capa da Constituição Política da República Portuguesa de 1911

## Precedentes

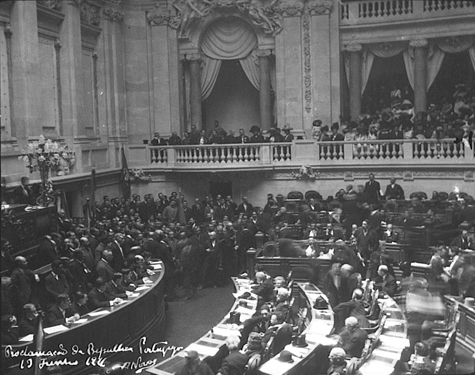
Parlamento em sessão a 19 de Junho de 1911, no Palácio de São Bento.

Em 11 de Março de 1911, o Governo Provisório da República Portuguesa procedeu à publicação de uma nova lei eleitoral (destinada a substituir a lei do governo de Hintze Ribeiro de 1895, conhecida como a «ignóbil porcaria»), tendo em vista a realização de eleições para a Assembleia Nacional Constituinte (ANC), o que se verificaria em 28 de Maio de 1911.  
Foram eleitos 226 deputados, na sua grande maioria afectos ao Partido Republicano Português, o grande obreiro do 5 de Outubro, tendo a Assembleia iniciado os seus trabalhos em 19 de Junho de 1911, sob a presidência de Anselmo Braamcamp Freire; na sessão inaugural, declarou abolida a Monarquia e reiterou a proscrição da família de Bragança; sancionou por unanimidade a Revolução de 5 de Outubro e declarou beneméritos da Pátria os que combateram pela República; conferiu legalidade a todos os actos políticos do Governo Provisório, elegendo de seguida uma Comissão que ficou encarregada de elaborar um Projecto de Bases da Constituição, constituída por João Duarte de Menezes, José Barbosa, José de Castro, Correia de Lemos e Magalhães Lima (este último como relator da Comissão).

## Influências e objetivos
As Constituições Monárquicas Portuguesas de 1822 e de 1838 (sobretudo a primeira, a mais radical), a Constituição da República Brasileira de Fevereiro de 1891, bem como o programa do P.R.P. foram as fontes da primeira Constituição da República Portuguesa. Pelo seu radicalismo democrático, pode-se bem afirmar que a Constituição de 1911 é um retorno ao espírito vintista, nomeadamente com a consagração do sufrágio directo na eleição do Parlamento, a soberania residente em a Nação e a tripartição dos poderes políticos.
Entretanto, foram apresentados à ANC doze propostas para a nova Constituição, entre as quais avultam as de Teófilo Braga, Basílio Teles, Machado Santos, do jornal «A Lucta» (de Brito Camacho) ou da loja maçónica Grémio Montanha, embora nenhum deles em nome do P.R.P. ou do Governo Provisório.
A discussão que precedeu a aprovação da Constituição foi bastante larga, incidindo principalmente sobre o problema do presidencialismo, presente no esboço da Comissão a que presidia Magalhães Lima (orientação que viria a ser rejeitada, ainda que por uma pequena margem de votos), e sobre a questão da existência de uma ou duas Câmaras (já que o princípio da supremacia parlamentar se tornara relativamente consensual), prevalecendo esta última hipótese.
Apesar disso, o novo texto constitucional foi redigido num tempo recorde de três meses, tendo sido aprovada em 18 de Agosto de 1911, e entrado em vigor no dia 21 desse mesmo mês. O texto foi assinado por Anselmo Braamcamp Freire, como Presidente, e por Baltazar Teixeira e Castro Lemos, como secretários.

## Características do texto constitucional
A Constituição Política da República Portuguesa de 1911, diploma regulador da vida política da I República, destaca-se por ter consagrado um novo regime político (a República), para além de ser o mais curto texto da história constitucional portuguesa — tem apenas 87 artigos, agrupados por sete títulos, a saber:
- Da forma do Governo e do território da Nação Portuguesa;
- Dos direitos e garantias individuais;
- Da Soberania e dos Poderes do Estado;
- Das Instituições locais administrativas;
- Da Administração das Províncias Ultramarinas;
- Disposições Gerais;
- Da Revisão Constitucional.

Embora ao longo dos quase cem anos de existência da República em Portugal, muitos historiadores tenham afirmado peremptoriamente que «a única originalidade da Constituição de 1911 foi a substituição do Rei pelo Presidente» (o que, só por si, acarreta outras mudanças, como a substituição da sucessão hereditária pela eleição política do Chefe do Estado), uma análise sumária da Constituição permite demonstrar o contrário, verificando-se vários aspectos importantes.

### Direitos e garantias
A Constituição consagrava, no seu Título II (Dos direitos e garantias individuais), os direitos e garantias individuais tipicamente liberais, já inclusos nas anteriores Constituições e na Carta Constitucional. Com efeito, ao longo dos trinta e oito números do art.º 3.º, são consagrados um vasto leque de direitos, dos quais se destacam a liberdade (n.º 1) — definida pela fórmula «ninguém pode ser obrigado a fazer ou a deixar de fazer alguma coisa senão em virtude da Lei» —, a igualdade civil (n.º 2) — traduzida no princípio «a Lei é igual para todos» —, o direito de propriedade (n.º 25), ou o direito de resistência a quaisquer medidas tendentes a deprimir as garantias individuais legalmente salvaguardadas (n.º 37).
A estes juntaram-se novos direitos caracteristicamente republicanistas, e a afirmação plena de outros, como a igualdade social (n.º 3) entre todos os cidadãos — preceito resultante da negação de qualquer privilégio de nascimento, dos foros da nobreza, e ainda da supressão dos títulos nobiliárquicos, das dignidades do pariato e dos conselheiros, e até das ordens honoríficas tradicionais (o que, como é evidente, não remetia para uma igualdade económica, algo que a República nunca conseguiu realizar, não tendo encontrado meios para eliminar as precárias condições de vida da grande massa da população) —, ou ainda as liberdades de expressão e de pensamento (n.º 13), de reunião e de associação (n.º 14), e o direito à assistência pública (n.º 29).
Por fim, também o laicismo se tornou um direito constitucional, postulado através da liberdade de crença e de consciência (n.º 4), da igualdade de todos os cultos religiosos (n.º 5), da secularização dos cemitérios (n.º 9), da laicização do ensino (n.º 10), da inadmissibilidade em Portugal das congregações religiosas e da Companhia de Jesus (n.º 12) e da obrigatoriedade do registo civil (n.º 33). Cumpria-se assim, após as Leis emanadas do Governo Provisório, o programa de laicização e secularização que havia sido um dos pontos mais acentuados na propaganda republicana.
Já algumas propostas de tendência mais socialista (ou pelo menos socializante), defendidas entre outros, por Afonso Costa ou Magalhães Lima, foram rejeitadas, e embora já tivesse sido anteriormente decretado o direito à greve (Dezembro de 1910), tal não foi consagrado como um direito constitucional.
A Constituição de 1911 afastou ainda o sufrágio censitário vigente durante a Monarquia; contudo, também não consagrou o sufrágio universal, pois não conferiu capacidade eleitoral às mulheres, aos analfabetos e, em parte, aos militares. Ao mesmo tempo, foi também a primeira constituição portuguesa que estabeleceu a prestação do serviço militar obrigatório (art.º 68.º).

### Organização política do Estado
De acordo com a Constituição de 1911, a soberania, cabia única e exclusivamente à Nação (art.º 5.º), exercendo-se através dos três poderes tradicionais: o executivo — da competência do Presidente da República e do Governo —, o legislativo — comandado pelo Congresso da República —, e o judicial — executado pelos Tribunais (art.º 6.º).

### O Congresso
O poder legislativo detinha a supremacia entre eles, sendo exercido pelo Congresso da República (art.º 7.º), uma assembleia que tinha uma estrutura bicameral, formada pela Câmara dos Deputados (à qual competia a iniciativa dos actos de maior significado político) e pelo Senado ou Câmara dos Senadores (que representava fundamentalmente os distritos administrativos e as províncias ultramarinas); ambas eram eleitas por sufrágio directo (art.º 8.º), afastando-se assim o princípio de uma Câmara Alta eleita por sufrágio indirecto ou nomeação do poder executivo (como sucedia na Câmara dos Pares).
Os deputados eram eleitos de três em três anos (correspondentes à duração de uma legislatura), de entre cidadãos com idade mínima de 25 anos (art.º 7.º, § 3.º). Por seu turno, só podiam candidatar-se ao cargo de senador cidadãos com um mínimo de 35 anos, sendo a eleição realizada de seis em seis anos (duração de uma legislatura senatorial). Contudo, metade dos elementos do Senado era renovada sempre que ocorressem eleições para a Câmara dos Deputados (art.º 24.º e seu §). Cada sessão legislativa tinha a duração de quatro meses, prorrogáveis por deliberação do Congresso (art.º 23.º, alínea f).
As iniciativas de Lei pertenciam indistintamente aos Deputados ou aos Senadores, ou ainda ao Governo, excepto no tocante a projectos de Lei versando determinadas matérias, previstas no texto constitucional, da competência exclusiva da Câmara dos Deputados (art.º 26.º e 28.º).
Era o Congresso o órgão superior da soberania da República. Contudo, tal supremacia parlamentar era levada ao extremo. Elegia (art.º 26.º, n.º 19) e podia destituir o Presidente da República, desde que esta medida fosse aprovada por 2/3 dos seus membros (art.º 26.º, n.º 20 e art.º 46.º). Eram ainda as duas Câmaras que, através da votação de moções de confiança ou desconfiança, se pronunciavam sobre a política governamental. Sempre que o Governo não obtivesse a confiança das duas Câmaras, seria obrigado a demitir-se.

### O Presidente
O Presidente da República, eleito pelo Congresso para um mandato de quatro anos não renovável no quadriénio subsequente (art.º 38.º e 42.º), tinha funções meramente honoríficas e representativas, cabendo-lhe representar o Estado Português (art.º 37.º e 46.º). Não tinha qualquer autoridade sobre o Congresso da República (que podia, como foi referido, demiti-lo por uma maioria de dois terços) — na versão original da Constituição, não o podia dissolver ou prorrogar as suas sessões —, limitando-se a promulgar obrigatoriamente as Leis que nele fossem votadas (art.º 33.º). Não podia exercer o direito de veto, nem sequer suspensivo (estava mesmo previsto uma forma de promulgação tácita, no caso de o Chefe de Estado não se pronunciar no prazo de 15 dias — art.º 31.º).
Por fim, a sua eleição estava condicionada a alguns formalismos, alguns dos quais ainda hoje perduram — eram apenas elegíveis para o cargo os cidadãos portugueses com mais de 35 anos de idade e que estivessem no gozo pleno dos seus direitos cívicos (art.º 39.º), sendo afastados da eleição os descendentes dos Reis de Portugal e os parentes do Presidente da República que cessava o mandato (art.º 40.º).

### O Governo
O Governo, detentor do poder executivo, era composto por um conjunto de Ministros solidários entre si, que escolhiam de entres eles um Presidente de Governo, que chefiava o mesmo, geralmente em acumulação com uma ou mais pastas (art.º 53.º). Embora fosse nomeado pelo Presidente da República (art.º 46.º, n.º 1), o Governo era politicamente responsável apenas ante o Congresso (tendo a obrigação constitucional de assistir às suas sessões), e só por este último poderia ser exonerado, mediante os votos de confiança ou de censura das respectivas câmaras (art.º 52.º).

### Outras disposições
A Constituição estabelecia ainda um regime de descentralização administrativa, adequado a cada colónia (art.º 67.º). Por fim, estava ainda prevista uma revisão ordinária do texto constitucional de 10 em 10 anos, podendo esta ser antecipada em 5 anos se assim o resolvessem dois terços dos membros do Congresso, em sessão conjunta (art.º 82, § 1.º e 2.º).
Desta forma, a Constituição de 1911 instituía em Portugal um regime parlamentarista, ou seja, em que o Parlamento e o poder legislativo detinham a supremacia ao nível político. Essa é uma das principais causas apontadas para a instabilidade política do regime, já que o Congresso se imiscuía em todos os actos governativos, exigindo constantes explicações aos ministros, chegando mesmo a enveredar pela via dos ataques pessoais e dos insultos. Foi neste desequilíbrio na articulação dos poderes políticos que residiu, em última análise, uma das causas da queda do regime.

## Vigência
A Constituição de 1911 vigorou em Portugal entre 21 de Agosto de 1911 (data da sua entrada em vigor) e 9 de Junho de 1926 (data da publicação do decreto ditatorial que dissolveu oficialmente o Congresso da República, altura em que cessou de facto a vigência da mesma, vindo apenas a ser substituída pelo texto constitucional que entraria em vigor sete anos mais tarde, após plebiscito, em 11 de Abril de 1933).

### Revisões e suspensões
A Constituição foi suspensa durante a breve ditadura de Pimenta de Castro, em Maio de 1915, e sofreu a sua primeira revisão em 1916 (Lei n.º 635, de 28 de Setembro), tendo sido reintroduzida a pena de morte no teatro de guerra.
Em 1918, na sequência do triunfo do golpe de Sidónio Pais, a legalidade constitucional foi quebrada de uma forma mais perdurável — Sidónio publicou ditatorialmente o decreto n.º 3997 de 30 de Março de 1918 (não foi, pois, uma revisão do texto constitucional), o que significava, de facto, uma ruptura com o anterior texto constitucional, já que veio a instituir uma orientação presidencialista, antiparlamentar e acentuadamente autocrática na República; para além disso, este decreto estabelecia ainda uma segunda Câmara parcialmente corporativa (passaram a ter nela assento os representantes de diversas categorias profissionais — agricultura, indústria, comércio, serviços públicos, profissões liberais e artes e ciências). Este decreto instituía também o sufrágio universal, concedido a todos os cidadãos do sexo masculino maiores de 21 anos, independentemente da sua situação de económica ou de alfabetização, e possibilitava ainda a eleição directa do Presidente da República pelo voto popular.
Esta tão grande revolução operada do ponto de vista institucional e constitucional leva alguns historiadores a chamarem mesmo a este decreto ditatorial «Constituição de 1918», ressalvando, no entanto, as devidas diferenças face a uma verdadeira Constituição.
Por sua morte, o Congresso repôs em vigor o statu quo anterior, impondo a Constituição de 1911 e revogando todas as disposições relativas ao presidencialismo e corporativismo, bem como à natureza do sufrágio (Lei n.º 833, de 16 de Dezembro de 1918).
A Constituição sofreria ainda mais algumas alterações, estabelecidas através de quatro sucessivas Leis de revisão constitucional, numa tentativa desesperada de obter mecanismos auto-reguladores do sistema político democrático:
- foi instituída a remuneração dos membros do Congresso (Lei n.º 854, de 20 de Agosto de 1919);
- foram aumentados os poderes constitucionais do Presidente da República, através da concessão do direito de dissolução do Congresso, embora condicionado à prévia audiência do Conselho Parlamentar, uma órgão consultivo do Presidente da República, formado por pelo menos dezoito membros, eleitos pelo Congresso e reflectindo portanto a sua composição partidária (Lei n.º 891, de 22 de Setembro de 1919);
- procedeu-se à aprovação das bases gerais da descentralização da administração ultramarina, no sentido da concessão de uma larga autonomia às províncias de além-mar (Lei n.º 1 005, de 7 de Agosto de 1920);
- por fim, foram delimitados os poderes das Câmaras e do Presidente da República, bem como regulamentadas as atribuições do Governo durante o período de dissolução do Congresso (Lei n.º 1154, de 27 de Abril de 1921).